# Megaselia modesta
Megaselia modesta är en tvåvingeart som först beskrevs av Charles Thomas Brues 1919.  Megaselia modesta ingår i släktet Megaselia och familjen puckelflugor.
Artens utbredningsområde är Washington. Inga underarter finns listade i Catalogue of Life.